# اینمان (کارولینای جنوبی)
اینمان(به انگلیسی: Inman) شهری در ایالت کارولینای جنوبی کشور ایالات متحده آمریکا است که جمعیت آن در سرشماری سال ۲۰۱۰ میلادی، ۲٬۳۲۱ نفر بوده‌است.